# 디파
디파(Diffa)는 니제르 디파 주의 주도이다. 2011년 기준으로 인구는 총 48,005명이다. 고도는 285m다. 나이지리아의 북동부와 국경을 접하는 국경 도시다.

## 갤러리

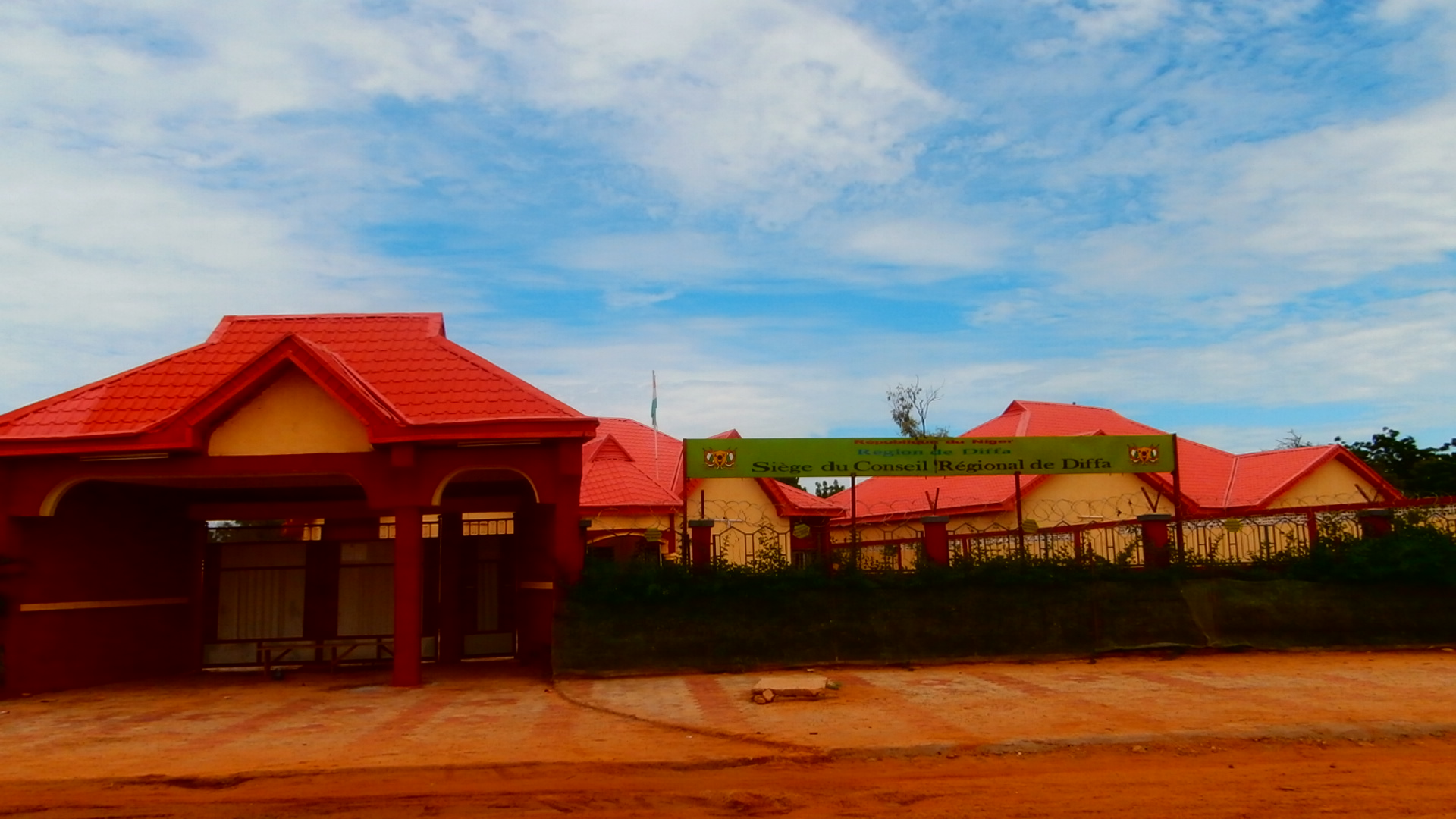
지방 의회 본거지
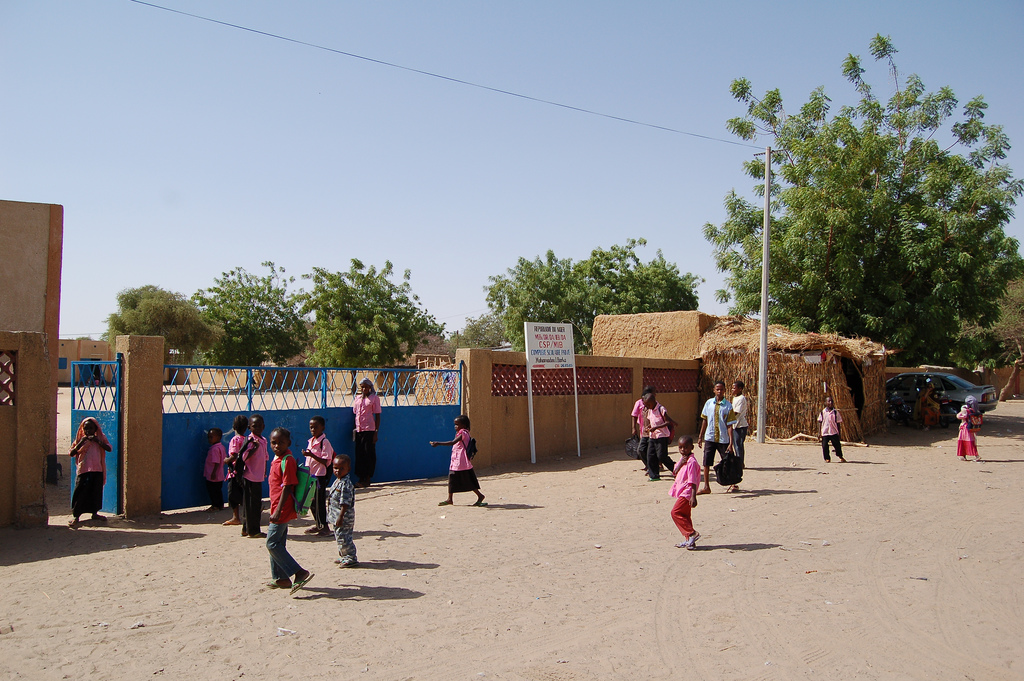
디파의 한 학교
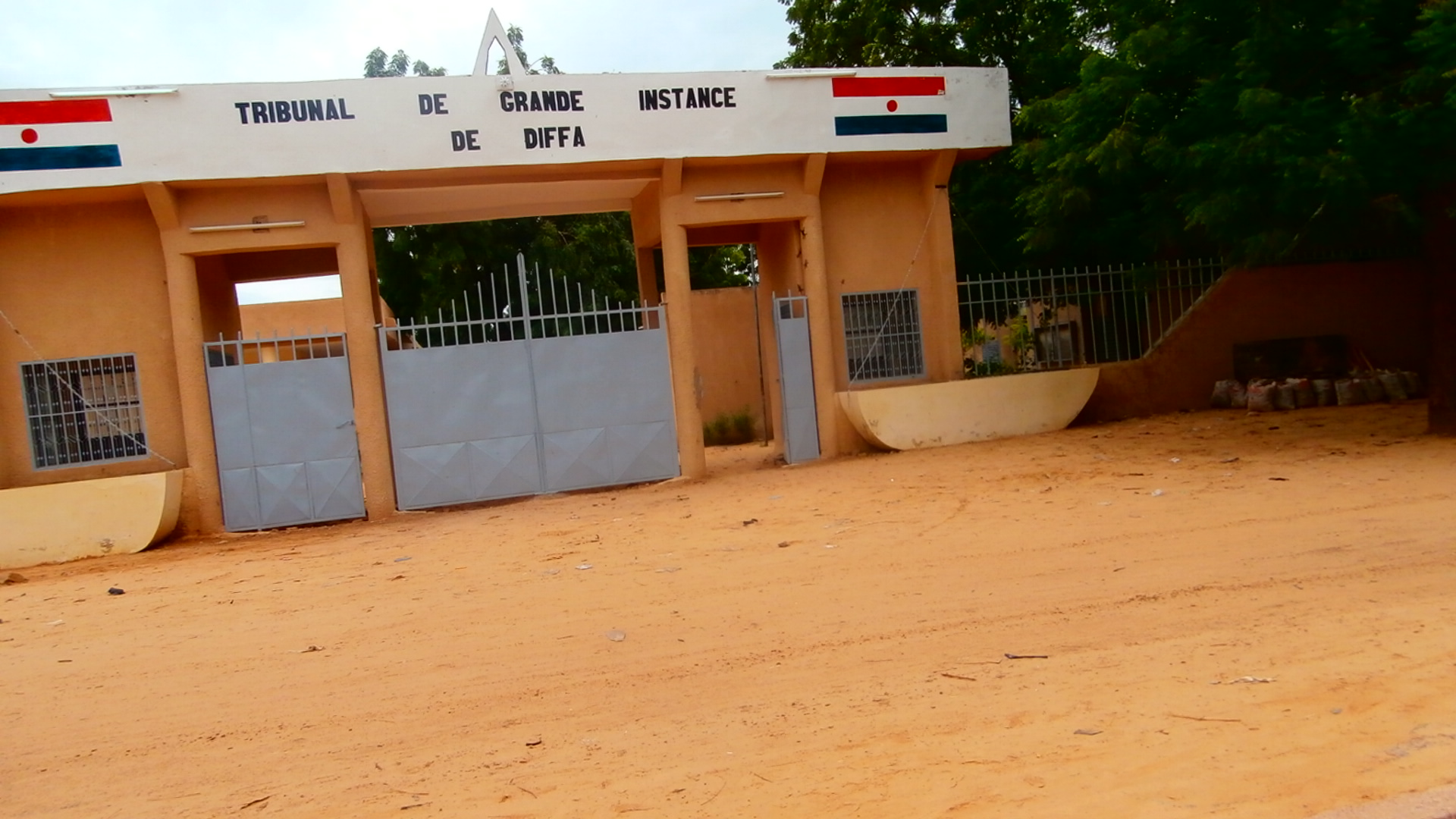
Palais de Justice